# 622

## Събития
- Хиджра – Мохамед напуска Мека и се мести в Медина, начало на ислямския календар